# العطيفة (فرع العدين)

تعديل مصدري - تعديل

العطيفة محلة تابعة لقرية الضاحتين، التابعة لعزلة العاقبة بمديرية فرع العدين إحدى مديريات محافظة إب في الجمهورية اليمنية، بلغ تعداد سكانها 29 حسب تعداد اليمن لعام 2004.